# جو باكيرت
جو باكيرت مواليد 05 أغسطس 1921 في لياج، بلجيكا - الوفاة 12 يونيو 1997، كان لاعب كرة قدم بلجيكي كان يلعب في مركز الوسط. سبق له أن لعب في كأس العالم لكرة القدم مع منتخب بلاده وذلك في مونديال عام 1954.

## المسيرة الاحترافية

### أندية لعب لها
- نادي رويال شارلروا

## روابط خارجية
- جو باكيرت على موقع الاتحاد الدولي (مؤرشف)  (الإنجليزية)
- جو باكيرت على موقع الاتحاد البلجيكي (الإنجليزية)
- جو باكيرت على موقع Soccerway.com (الإنجليزية)
- جو باكيرت على موقع عالم كرة القدم.نت (الإنجليزية)